# Bataille de Jallais
Guerre de Vendée
Batailles
La bataille de Jallais se déroule le 13 mars 1793 lors de la guerre de Vendée.

## Prélude
Le 12 mars 1793, l'insurrection contre la levée en masse éclate dans les Mauges avec la prise de Saint-Florent-le-Vieil. Au Pin-en-Mauges, les insurgés prennent pour chef un colporteur et voiturier nommé Jacques Cathelineau,. Jean Perdriau, un ancien caporal d'un régiment de ligne, prend quant à lui la tête des insurgés de La Poitevinière. Les deux chefs se réunissent ensuite pour attaquer Jallais.

## Déroulement
Jallais n'a pour sa défense que 34 gardes nationaux de Chalonnes avec un canon de six livres sous les ordres du commandant Bousseau et du capitaine Bernard,. Les insurgés angevins comptent pour leur part de 300 à plus de 500 hommes,. 
Les patriotes se postent d'abord au lieu-dit le Calvaire, au sud de Jallais, puis prennent position près du château voisin. Les insurgés entrent dans le bourg par le nord, puis marchent à la rencontre des républicains. Ces derniers placent leur canon derrière une rivière, le Montatais, et font un tir de mitraille, mais les paysans se jettent à plat ventre et ne subissent aucun dommage. Les artilleurs, peu nombreux, n'ont pas le temps de recharger leur pièce, les insurgés franchissent le cours d'eau et s'élancent sur les patriotes. En dix minutes, la position est prise. Plusieurs républicains sont blessés et tous sont faits prisonniers,. Les insurgés s'emparent également du canon, qu'ils baptisent le Missionnaire,,.